# Сімо Саарінен
Сімо Са́арінен (фін. Simo Saarinen; 29 грудня 1960, м. Гельсінкі, Фінляндія) — фінський хокеїст, захисник.
Вихованець хокейної школи ГІФК (Гельсінкі). Виступав за ГІФК (Гельсінкі), «Нью-Йорк Рейнджерс», «Нью-Гевен Найтгокс» (АХЛ). 
В чемпіонатах НХЛ — 8 матчів (0+0). В чемпіонатах Фінляндії — 513 матчів (71+105), у плей-оф — 54 матчі (5+13).
У складі національної збірної Фінляндії учасник зимових Олімпійських ігор 1984, 1988 і 1992 (18 матчів, 1+3), учасник чемпіонатів світу 1989 і 1990 (12 матчів, 0+3). У складі молодіжної збірної Фінляндії учасник чемпіонатів світу 1982 і 1983. У складі юніорської збірної Фінляндії учасник чемпіонату Європи 1981.
Досягнення
- Срібний призер зимових Олімпійських ігор (1988)
- Чемпіон Фінляндії (1983), бронзовий призер (1982, 1987, 1988, 1992)
- Бронзовий призер молодіжного чемпіонату світу (1982).